# ريان ألين (مغني)
ريان ألين (بالإنجليزية: Ryan Allen)‏ هو مغني ومغني أوبرا أمريكي، ولد في 15 مايو 1943، وتوفي في 11 ديسمبر 2018.